# Euskalerria Irratia
Euskalerria Irratia és una emissora de ràdio en basc de la Comunitat Foral de Navarra que emet des del 7 de novembre de 1988 des de Pamplona. Va ser la primera en què ho feia íntegrament en aquesta llengua en aquest territori i en l'actualitat l'única que ho fa en l'Àrea Metropolitana de Pamplona. Segueix sense tenir la seva llicència malgrat emetre des de 1988.

## Sorgiment
Es va posar en marxa el 7 de novembre de 1988. Amb anterioritat en altres emissores s'utilitzava el basc en alguns espais, però gradualment anaren desapareguent. Va ser la primera emissora totalment en basc a Navarra. Va estar impulsada per un grup de 40 persones que van crear l'empresa Iruñeko Komunikabide S.A. que van aportar 100.000 pessetes cadascun. En els principis fundacionals de la societat es van declarar independent de qualsevol força ideològica, política o econòmica. A més es va crear una associació amb socis que aporten una quantitat mensual per al manteniment de l'emissora.
Emet des de la Torre Irrintzi del Barri de San Juan-Donibane de Pamplona. En el 91,4 del dial de la freqüència modulada.

## Desenvolupament
Quan no té programes locals realitza connexió amb la cadena Euskadi Irratia de l'EiTB.
Està dirigida per Mikel Bujanda que procedia de Ràdio Pamplona, on realitzava programes en basc. Entre els col·laboradors es troben els músics Gorka Urbizu i Jon Celestino; els periodistes Idurre Eskisabel, Haritz Pascual, Unai Lako, Urko Aristi i Juan Kruz Lakasta; el sociòleg Xabier Aierdi; l'esportista Martin Juanena; el polític Patxi Urrutia; l'actriu Izaskun Mujika; l'escriptora Inma Errea...
Entre els anys 1991-1995 va ser ampliant la seva programació i plantilla i en 1996 institueix el premi Larreko per al reconeixement públic de qui promou l'ús i prestigi del basc. En la dècada del 2000 inicia l'emissió dels partits d'Osasuna.

## La lluita per la llicència
La llicència a aquesta emissora ha estat negada en diverses ocasions pel Govern de Navarra en mans gairebé tot aquest període d'Unió del Poble Navarrès, la qual cosa implica no poder tenir subvencions ni ingressos per publicitat institucional.
En 1990 es va presentar a la convocatòria de concurs de llicències de freqüència modulada, estant encara al govern el Partit Socialista de Navarra, però les llicències se'ls van adjudicar a les emissores Radio Blanca i Companyia Navarresa de Radiodifusió. Un any després, en 1991, amb la presidència del Govern de Navarra en mans d'Unió del Poble Navarrès amb Juan Cruz Alli de president i Miguel Sanz Sesma de vicepresident, es va realitzar una reunió de responsables de l'emissora amb Sanz en la qual aquest es va comprometre a remetre l'expedient administratiu que el jutge de l'havia requerit per a la legalització de l'emissora. Però aquest compromís no es va complir.
Es va tornar a realitzar una altra convocatòria de llicències en 1998, sent responsable de la Conselleria d'Obres Públiques, Transports i Comunicacions José Ignacio Palacios que va denegar la llicència a Euskalerria Irratia i la hi va concedir, de forma irregular, a dues emissores, Net-21 i Ràdio Universitat de Navarra. L'emissora va recórrer el concurs als tribunals. Aquesta irregularitat es va constatar en 1999 pel Parlament de Navarra, després de la seva investigació, es va reprovar al conseller i es va sol·licitar la seva destitució, però aquesta sol·licitud no es va acceptar. Posteriorment el Tribunal Superior de Justícia de Navarra va sentenciar que no van ser lícites les concessions a Universitat de Navarra i a Net 21 i les va anul·lar. Va qualificar la intervenció del director general Miguel Sanz Barea d'irregular (prèviament a la seva actuació Euskalerria Irratia es trobava per davant de la resta en puntuació) i obligava a repetir l'adjudicació.
Així mateix, el Consell d'Europa mitjançant el Comitè d'Experts que realitza el seguiment del tractat internacional de la Carta Europea de les Llengües Regionals o Minoritàries, en l'informe de 2005 (previ a la sentència del Tribunal), així com en els posteriors, inclòs l'últim de desembre de 2008, recull aquesta falta de suport institucional en aquesta Comunitat cap a aquesta llengua minoritzada. El Comitè de Ministres del Consell d'Europa va instar a les autoritats navarreses a corregir la situació.
En el 2006 es realitza nova convocatòria en la qual es torna a donar la concessió a les mateixes emissores anteriors, l'emissora de la Universitat de Navarra amb 83,34 punts i a Net-21 (que havia tancat un mes abans, per raons econòmiques) amb 75,29 punts. Euskalerria Irratia es va quedar en 63,31, segons dades facilitades pel vicepresident i conseller d'Economia Francisco Iribarren. L'emissora va tornar a recórrer als tribunals.
Al setembre de 2008, el president del Consell Audiovisual de Navarra, Ramón Bultó, va informar a la comissió d'Economia i Hisenda del Parlament de Navarra que Radio Universitat i Net-21 feien un ús indegut de les seves concessions, del que ja s'havia notificat a l'executiu Foral el 8 de maig. En el cas de Net-21, en el seu dial emet en l'actualitat Ràdio Marca; i Radio Universitat de Navarra va canviar el seu nom a 98.3 Radio i va modificar la programació per la qual se li va adjudicar la llicència, segons la qual havia d'emetre un 70% de continguts relatius a Navarra, però únicament emetia un 6%, ja que emet un 81% de música.
Al juny de 2009 el Govern de Navarra va ordenar el tancament de l'emissió d'aquesta cadena des del repetidor de la muntanya d'Erreniega pel 30 de juny. Ordre extensiva a les cadenes d'EiTB, radio Euskadi i Euskadi Irratia, i a radio María, a causa que segons Aeroports Espanyols i Navegació Aèria (AENA) aquestes quatre emissores provoquen interferències a l'aeroport de Noáin. D'haver-se efectuat, hagués suposat la desaparició d'emissores en basc a l'àrea metropolitana de Pamplona. Poc després el Govern va admetre el trasllat de les emissores de l'EITB al repetidor del muntanya Ezcaba, petició que s'havia realitzat any i mig abans, amb el que es manté una de les emissores en basc a la zona (Euskadi Irratia). Al mateix temps Euskalerria Irratia va realitzar proves per demostrar que "ni és ni pot ser la causant de cap producte d'intermodulació a la freqüència interferida d'AENA, 124,875 MHz". Per això les emissions foren traslladades.
Al febrer de 2010 el Tribunal Superior de Justícia de Navarra (TSJN) va anul·lar per segona vegada l'adjudicació a Net 21 i a Ràdio Universitat. Per això s'haurà de tornar a valorar les ofertes presentades en el seu moment, puntuar tots els criteris exigits pel plec i realitzar una nova proposta d'adjudicació.